# Nizozemská fotbalová reprezentace
Nizozemská fotbalová reprezentace reprezentuje Nizozemsko na mezinárodních fotbalových akcích, jako je mistrovství světa nebo mistrovství Evropy. Díky charakteristickým oranžovým dresům hráčů se jí přezdívá Oranje. Domácím hřištěm je Johan Cruyff Arena.

## Mistrovství světa
Seznam zápasů nizozemské fotbalové reprezentace na MS
| Rok    | Účast                                            | Soupisky |
| ------ | ------------------------------------------------ | -------- |
| 1930   | Ne                                               | –        |
| 1934   | Vyřazení v 1. kole Švýcarskem                    | Soupiska |
| 1938   | Vyřazeni v 1. kole Československem               | Soupiska |
| 1950   | Ne                                               | –        |
| 1954   | Ne                                               | –        |
| 1958   | Nepostoupili z kvalifikace                       | –        |
| 1962   | Nepostoupili z kvalifikace                       | –        |
| 1966   | Nepostoupili z kvalifikace                       | –        |
| 1970   | Nepostoupili z kvalifikace                       | –        |
| 1974   | Stříbrná medaile                                 | Soupiska |
| 1978   | Stříbrná medaile                                 | Soupiska |
| 1982   | Nepostoupili z kvalifikace                       | –        |
| 1986   | Nepostoupili z kvalifikace                       | –        |
| 1990   | Nepostoupili ze skupiny                          | Soupiska |
| 1994   | Vyřazeni v čtvrtfinále Brazílií                  | Soupiska |
| 1998   | Prohra v zápase o bronz s Chorvatskem            | Soupiska |
| 2002   | Nepostoupili z kvalifikace                       | –        |
| 2006   | Vyřazeni v osmifinále Portugalskem               | Soupiska |
| 2010   | Stříbrná medaile                                 | Soupiska |
| 2014   | Bronzová medaile                                 | Soupiska |
| 2018   | Nepostoupili z kvalifikace                       | –        |
| 2022   | Vyřazeni ve čtvrtfinále Argentinou               | Soupiska |
| Celkem | Účast – 11× zlato – 0×, stříbro – 3×, bronz – 1x |          |

## Mistrovství Evropy
Seznam zápasů nizozemské fotbalové reprezentace na Mistrovství Evropy
| Rok    | Účast                                            | Soupisky |
| ------ | ------------------------------------------------ | -------- |
| 1960   | Ne                                               | –        |
| 1964   | Nepostoupili z kvalifikace                       | –        |
| 1968   | Nepostoupili z kvalifikace                       | –        |
| 1972   | Nepostoupili z kvalifikace                       | –        |
| 1976   | Bronzová medaile                                 | Soupiska |
| 1980   | Nepostoupili ze skupiny                          | Soupiska |
| 1984   | Nepostoupili z kvalifikace                       | –        |
| 1988   | Zlatá medaile                                    | Soupiska |
| 1992   | Bronzová medaile                                 | Soupiska |
| 1996   | Vyřazeni v čtvrtfinále Francií                   | Soupiska |
| 2000   | Bronzová medaile                                 | Soupiska |
| 2004   | Bronzová medaile                                 | Soupiska |
| 2008   | Vyřazeni v čtvrtfinále Ruskem                    | Soupiska |
| 2012   | Nepostoupili ze skupiny                          | Soupiska |
| 2016   | Nepostoupili z kvalifikace                       | –        |
| 2020   | Vyřazení v osmifinále Českem                     | Soupiska |
| 2024   | Bronzová medaile                                 | Soupiska |
| Celkem | Účast – 12× zlato – 1×, stříbro – 0×, bronz – 5× |          |